# ديميتار إيفانكوف
ديميتار ايفانكوف (بالبلغارية: Димитър Иванков) (30 أكتوبر 1975 صوفيا بلغاريا - ) هو لاعب كرة قدم بلغاري، شارك في بطولة أمم أوروبا 2004.

## مسيرته

### مسيرته مع المنتخبات الوطنية
- 1998 - 2010 لعب مع منتخب بلغاريا لكرة القدم 64 مباراة.

### مسيرته مع الأندية
- 1996 - 2005 لعب مع ليفسكي صوفيا 204 مباراة سجل خلالها 19 هدف.
- 2005 - 2008 لعب مع كايسري سبور 94 مباراة سجل خلالها 6 أهداف.
- 2008 - 2011 لعب مع بورصا سبور 90 مباراة سجل خلالها 6 أهداف.

## روابط خارجية
- ديميتار إيفانكوف على موقع الاتحاد الدولي (مؤرشف)  (الإنجليزية)
- ديميتار إيفانكوف على موقع اتحاد تركيا (لاعب) (الإنجليزية)
- ديميتار إيفانكوف على موقع قاعدة بيانات كرة القدم.إي يو (الإنجليزية)
- ديميتار إيفانكوف على موقع ناشيونال فوتبول تيمز (الإنجليزية)
- ديميتار إيفانكوف على موقع Soccerbase.com (لاعب) (الإنجليزية)
- ديميتار إيفانكوف على موقع Soccerway.com (الإنجليزية)
- ديميتار إيفانكوف على موقع عالم كرة القدم.نت (الإنجليزية)